# Puaikura Football Club
Puaikura Football Club (fundado com o nome de Arorangi Football Club) é um clube de futebol cookense com sede em Arorangi. Disputa atualmente a Van's Premier League, correspondente à primeira divisão do futebol nacional.

## Títulos
- Cook Islands Round Cup: 1985 e 1987 (como Arorangi FC), 2013 e 2016 (como Puaikura FC)[2][3][4]
- Cook Islands Cup: 1985 (como Arorangi FC)